# Asparagus macowanii
Asparagus macowanii — вид рослин із родини холодкових (Asparagaceae).

## Біоморфологічна характеристика
Це прямовисний голий кущ 1–2 метри заввишки. Стебла гладкі. Колючки 1–3 мм завдовжки, загнуті на головному стеблі. Кладодії 20–60 на пучок. Квітки рясні, у пучках на молодих гілках, зазвичай з'являються до повного розвитку кладодії, іноді також всередині кладодієвих пучків. Листочки оцвітини довгасті, ± 3 мм завдовжки, білі. Тичинки з жовтими пиляками. Ягода 7–9 мм у діаметрі.

## Середовище проживання
Ареал: Мозамбік, ПАР.
Населяє чагарники на кам'янистих схилах.